# Scoop (film, 2024)
Scoop är en brittisk biografisk dramafilm från 2024. Filmen är regisserad av Philip Martin efter ett manus skrivet av Geoff Bussetil och Peter Moffat. Filmen hade premiär Netflix den 5 april 2024.

## Handling
Filmen kretsar kring om hur BBC fick tag i den skandalomsusade intervjun med prins Andrew om hans vänskap med den dömde sexförbrytaren Jeffrey Epstein.

## Rollista (i urval)
- Gillian Anderson – Emily Maitlis
- Rufus Sewell – prins Andrew
- Billie Piper – Sam McAlister
- Keeley Hawes – Amanda Thirsk
- Connor Swindells – Jae Donnelly
- Romola Garai – Esme Wren
- Charity Wakefield – prinsessan Beatrice
- Paul Popplewell
- Lia Williams – Fran Unsworth